# Maître de la Sainte Parenté de Biberach
Le Maître de la Sainte Parenté de Biberach, ou plus simplement le Maître de Biberach est un des importants sculpteurs sur bois actifs durant le premier tiers du XVIe siècle dans la région de Souabe, dans la transition entre le style du gothique tardif et la Renaissance.

## Éléments biographiques

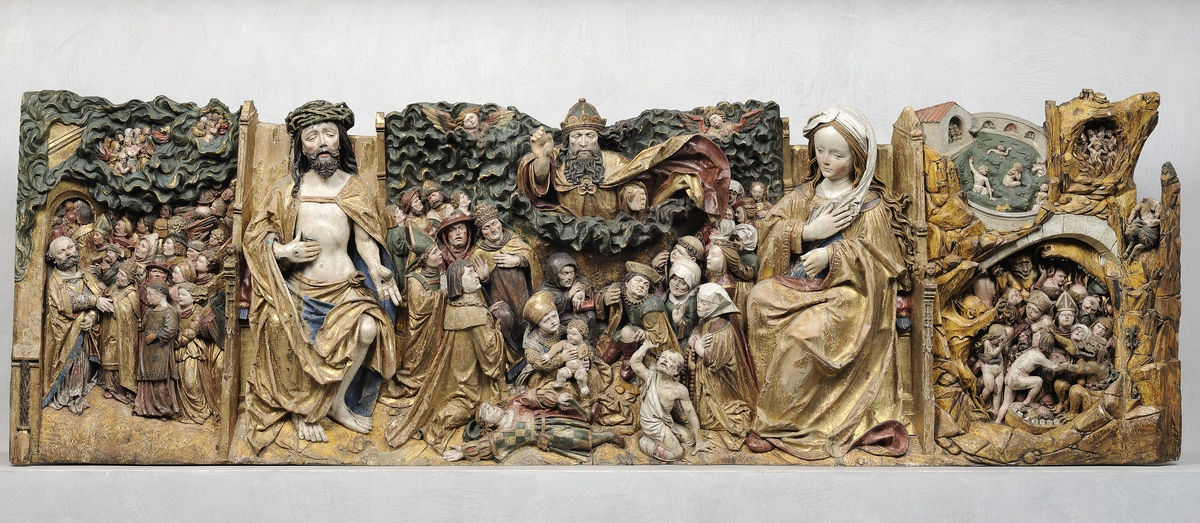
Le Jugement dernier (Musée des beaux-arts de Lyon)

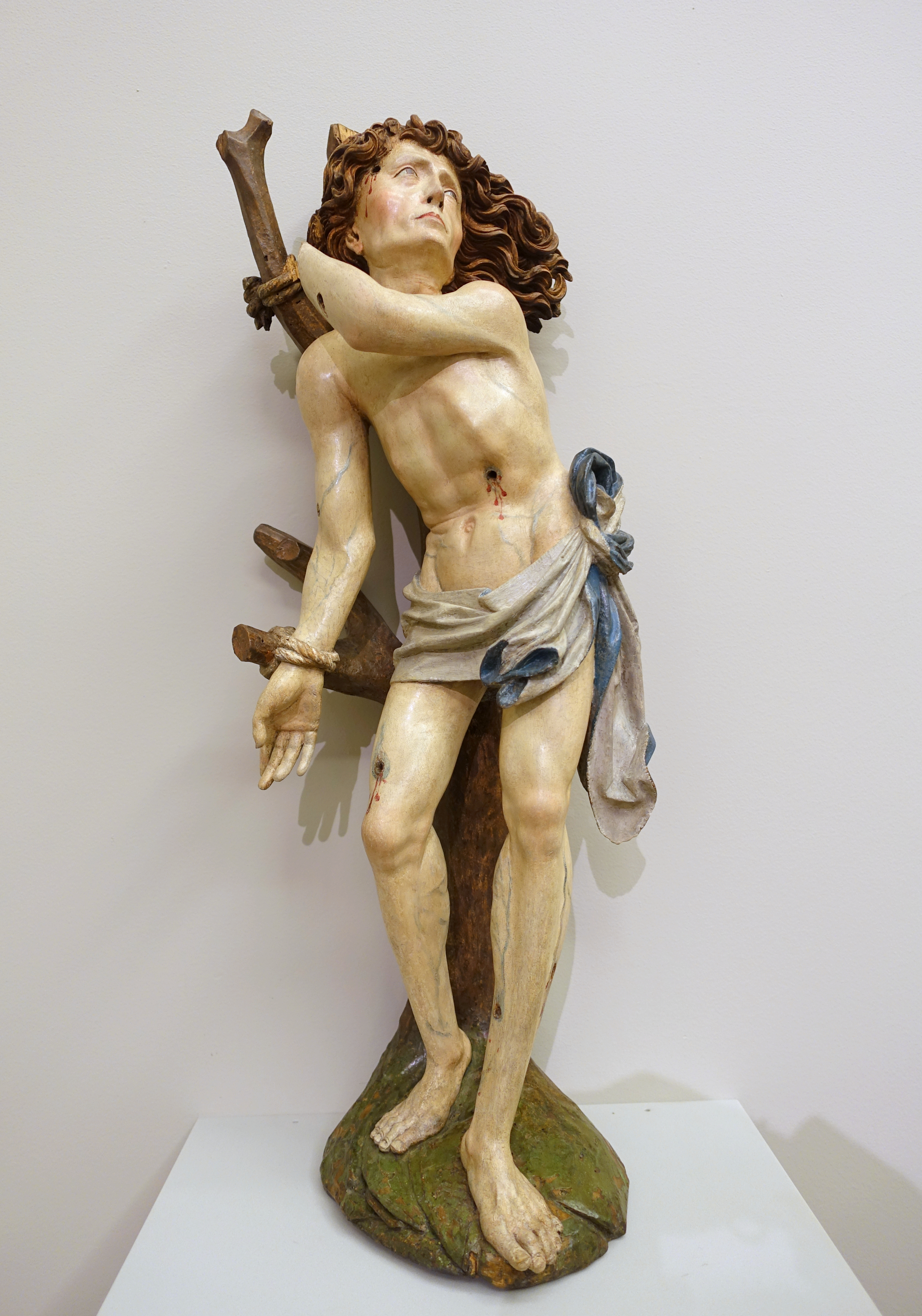
Saint Sébastien, Berlin

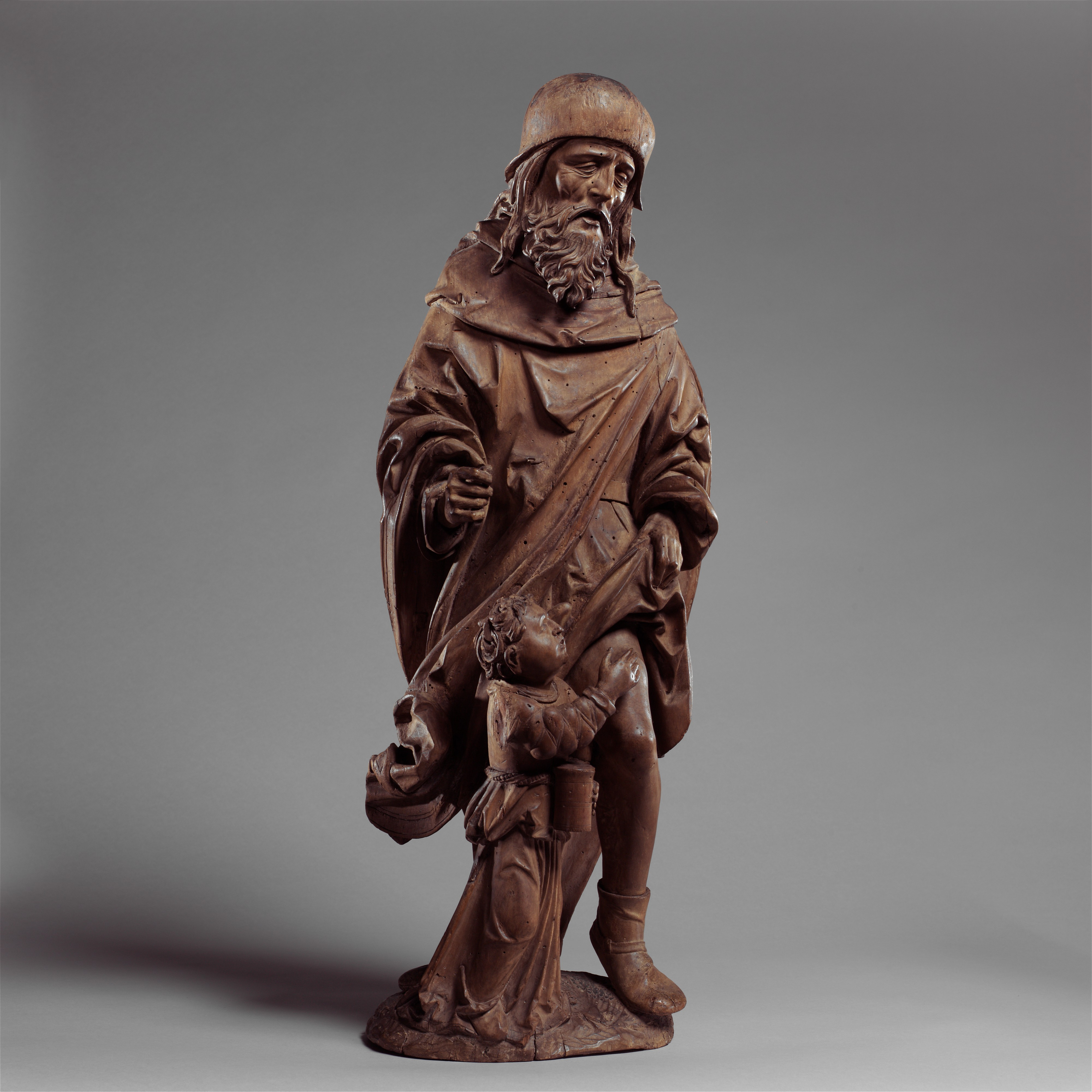
Saint Roch (Metropolitan Museum of Art

Le Maître de la Sainte Parenté de Biberach est un sculpteur sur bois anonyme de l'« École de l'Allemagne du Sud ». Son nom de convention provient d'une sculpture en relief de la Sainte Famille pour l'église Saint-Martin de Biberach, alors église paroissiale municipale de Biberach an der Riß, qui se trouve à présent dans le Dominikanermuseum, une dépendance du Landesmuseum Württemberg située à Rottweil. Le style d'expression du maître rappelle les œuvres de Hans Daucher (de) et de l'« École d'Augsbourg, » ce qui rend plausible une formation dans cette région. Il était probablement actif à Augsbourg, Biberach an der Riß et peut-être aussi à Ulm. À côté d’Ulm, métropole de la Souabe, plusieurs florissantes petites villes du Sud de la Souabe développent une activité artistique féconde.
Les archives mentionnent régulièrement le nom d’un sculpteur originaire de Memmingen, Michael Zeynsler ; pourtant, les œuvres conservées n'étant pas signées, aucune ne peut lui être attribuée avec certitude. L'historien Hans Rott tente l'identification du Maître de la Sainte Parenté de Biberach avec Michael Zeynsler (de), mais cette hypothèse continue à être discutée. En 1952-53, Gertrud Otto (de) attribue au maître une œuvre considérable ; les œuvres sont toutefois de qualité inégale, et cette liste est considérée avec une grande réserve. De plus, certains ateliers, organisés
comme de véritables petites entreprises, se spécialisent dans l’exportation d'œuvres. Organisée de manière collaborative, la production des sculptures dans ces ateliers fait intervenir plusieurs artisans, compagnons et apprentis du maître, de la conception de l’œuvre à sa mise en couleur. Ainsi, il est rare que le maître
réalise seul et entièrement une œuvre. Plusieurs sculpteurs de premier plan tels Niclaus Weckmann et Daniel Mauch à Ulm, mais aussi Ivo Strigel et Lux Maurus ou
Jörg Lederer participent à ce mouvement.
Si les sculptures attribuées au maître de la Sainte Parenté ou a son atelier appartiennent à la même famille artistique, mais elles présentent des différences d’exécution qui suggèrent l’intervention de plusieurs mains. Les œuvres attribuables au maître lui-même, autour de 1515-1525, se signalent par leur grande qualité, l’extrême raffinement des détails et la vivacité de l’expression empreinte de douceur et de gravité tout à la fois.
Comme le note le Metropolitan Museum of Art à propos de la statuette qui représente Saint Roch soulevant sa robe, « le sculpteur a accordé une attention considérable à l'anatomie des formes, notamment au rendu de la structure osseuse sous-jacente du visage et des mains et à l'articulation des veines ». Les deux personnages sont légèrement tournés, ce qui est souligné par le long pli diagonal sur le torse de Saint Roch qui anime le groupe avec un mouvement implicite.

## Œuvres

### Œuvres attribuées
- Saint Sébastien, Musée de Bode, Berlin (vers 1515)
- Marie en gloire, Bayerisches Nationalmuseum, Munich (vers 1515 – 1520)
- Anne trinitaire  Bayerisches Nationalmuseum, Munich (vers 1520)
- Saint Roch, Metropolitan Museum of Art, New York (vers 1520)
- Sainte Parenté, Dominikanermuseum à Rottweil
- Le Jugement dernier ou Scène d'intercession, Musée des beaux-arts de Lyon

### Œuvres à attribution discutée (sélection)
- Saint Martin et le mendiant, Musée Braith-Mali (en), Biberach (vers 1500)
- Donatrice à genoux avec anges, Kunstmuseum, Düsseldorf, (vers 1510)

Thieme et Becker attribuent au maître aussi des sculptures d'Anne trinitaire à Vienne et à Berlin, même si certaines œuvres sont de l’atelier. En revanche, ils considèrent le Saint Sébastien, avec son regard douloureux dirigé vers le ciel et sa chevelure flottant au vent comme « une des représentations les plus grandioses de l'art baroque gothique tardif de Souabe ».